# Rinnerbach (Steyr)
Der Rinnerbach, auch Rinnerbergerbach (Rinnerberger Bach), am Unterlauf Schmiedleitnerbach (Schmiedleitner Bach, auch Schmiedleithnerbach), ist ein Nebenbach der Steyr bei Micheldorf und Leonstein im südlichen Traunviertel in Oberösterreich.

## Lauf und Landschaft
Der Rinnerbach entspringt in der Ortschaft Altpernstein, im Kremstal-rechtsufrigen Bergland über Micheldorf und Kirchdorf, in der Mulde zwischen dem Hirschwaldstein und dem Oberhammet, auf etwa 760 m ü. A..
Er wendet sich ostwärts und nimmt bei der Ortslage Rinnerberg den Schwarzgrabenbach vom Hirschwaldstein auf. Dann bricht er nordostwärts in der Rinnerberger Klamm zwischen Rinnerberg und Sonnkogel durch. Hier bildet er auch den Rinnerberger Wasserfall aus.
Am Ende der Klamm nimmt er den nördlich parallel laufenden Heindlmühlbach von Hausmanning auf. Er wendet sich am Südende der Weitung von Pernzell, wo bei Furth der Haselgrabenbach einmündet, südostwärts. Pernzell ist eine Talwasserscheide zum Steyrleithenbach. Die folgende Talweitung zwischen Sonnkogel und Großem Landsberg heißt Schmiedleiten, und der Bach hier auch entsprechend Schmiedleitnerbach.
Er passiert dann den Leonsteiner Burghügel (Hausberg) südlich, der Name ist hier Prietal. Hier bei Schloss Leonstein, knapp vor der Mündung, überspannt ihn die Alte Römerbrücke, eine steinerne Bogenbrücke von 1787. Danach fließt der Bach in einem kurzen Abschnitt durch eine Konglomeratschlucht mit senkrechten Wänden und mündet nach gut 8½ Kilometern Lauf in die Steyr zwischen Leonstein/Molln und Obergrünburg.

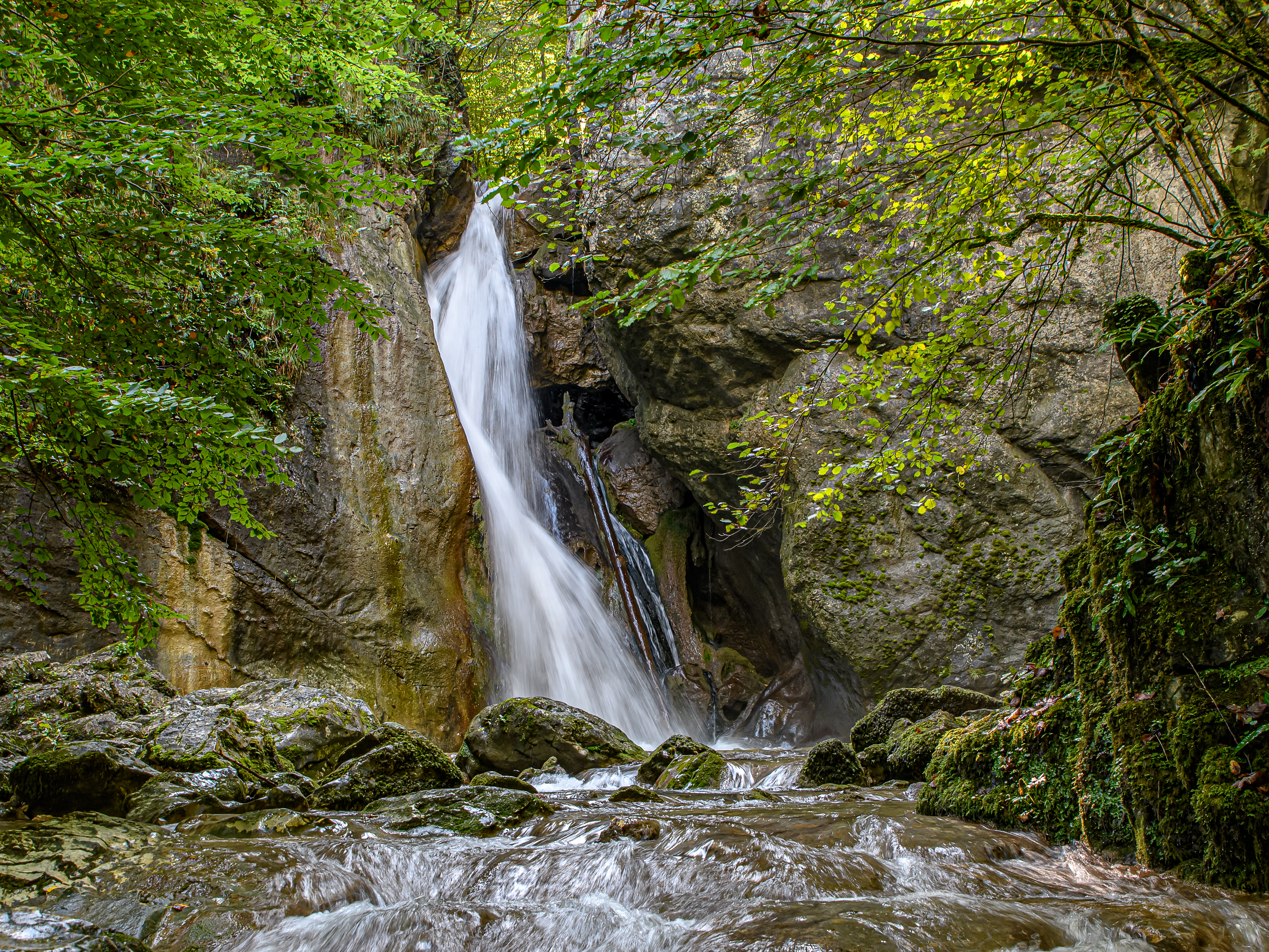
Rinnerberger Wasserfall
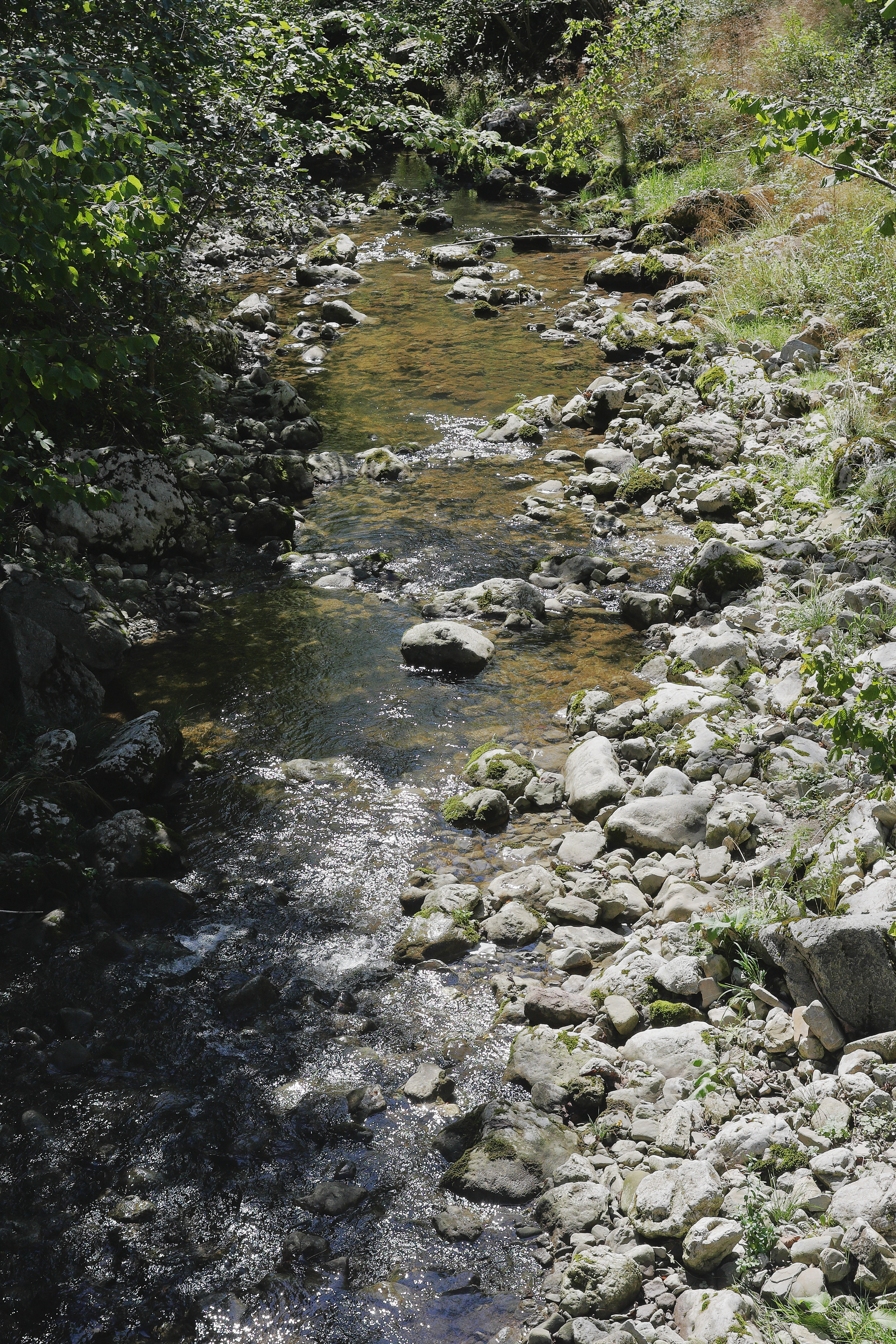
Unterwasser bei Schmiedleithen
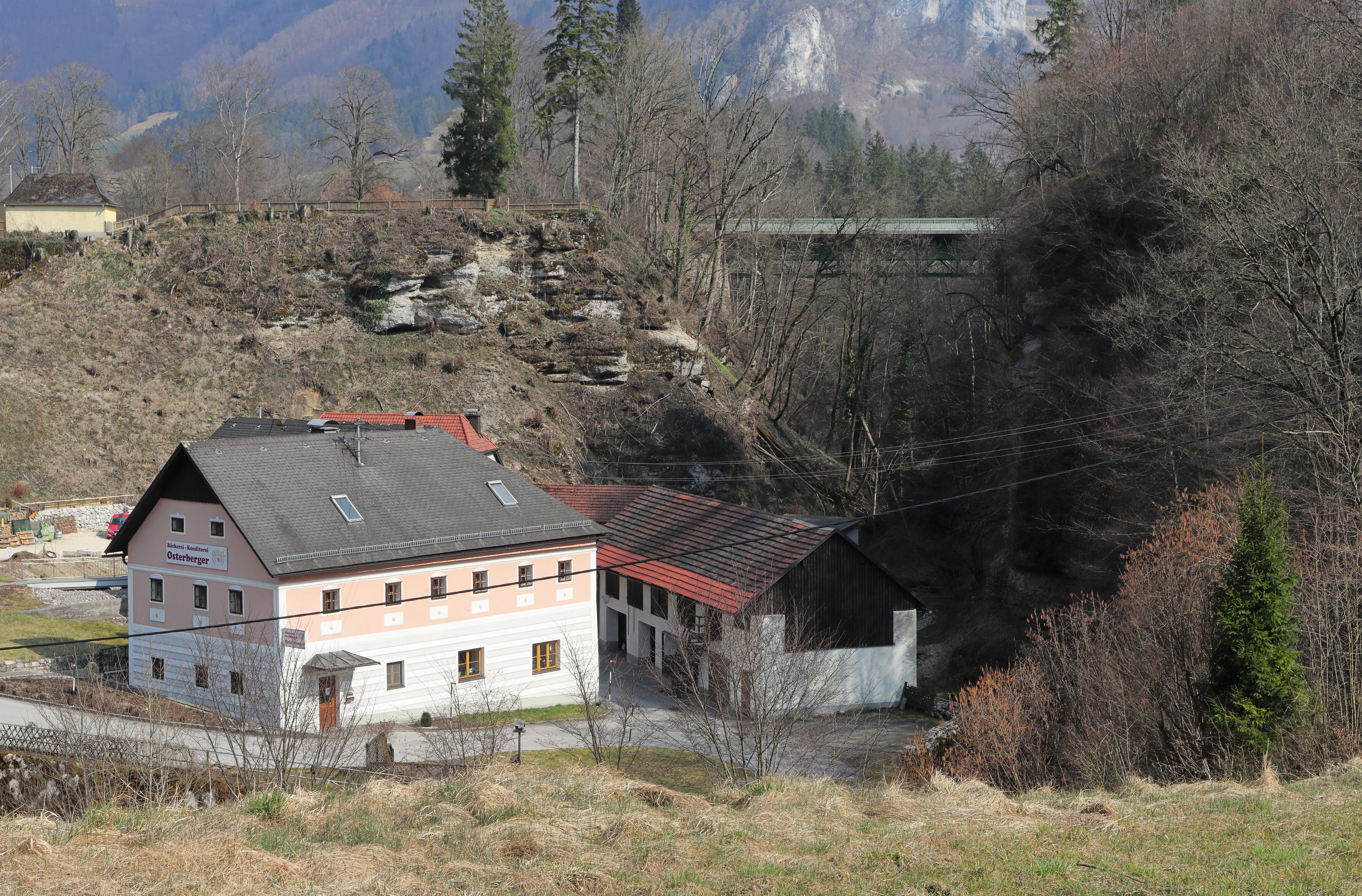
Schluchtabschnitt in Priethal bei Schloss Leonstein
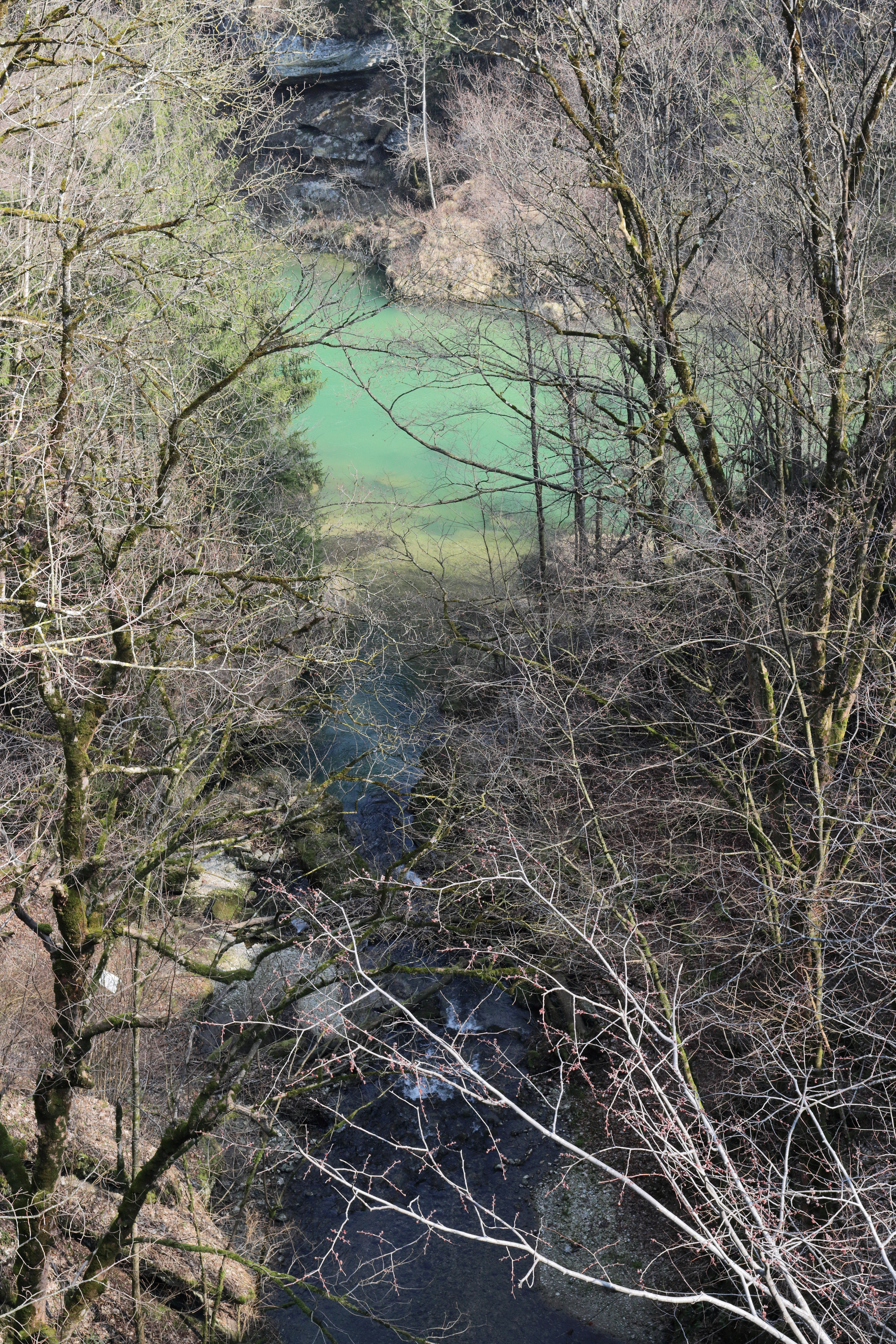
Mündung in die Steyr

## Geologie
Der Bach entspringt noch im Flysch (Almtaler und Kirchdorfer Flyschberge) und folgt dann den Störungen der Randschuppen der Hauptdolomit-Masse der Enns- und Steyrtaler Voralpen, hier helvetische Buntmergel an der Quelle, Zementmergel und Altlengbach des Flysch, Cenoman, und diverse tirolische Schichten (Dachsteinkalk und Begleiter bis Wetterstein des Rabensteins und Schauderzinkens). Rinnerberg und Sonnkogel sind schon hauptsächlich Hauptdolomit. Diese Gesteine bestimmen die unterschiedlichen Gefällestufen des Bachs und seiner Zubringer.

## Geschichte
Historisch finden sich auch die Namen Klingelbach am Unterlauf, und Auwiesenbach am Micheldorfer Oberlauf.
Der Bach war von alters her die Grenze zwischen den Herrschaften Grünburg und Leonstein, am Oberlauf auch zwischen Leonstein und Pernstein. Entsprechend verliefen auch die Pfarr- (und dann Ortschafts- und Katastral-)Grenzen [Ober-]Grünburg zu Leonstein.
Der Bach ist gut wasserführend und gehörte zu den wichtigeren Werksbächen an der oberen Steyr. Mitte des 18. Jahrhunderts fanden sich hier vier Eisenhämmer, fünf Mühlen und drei Sägen: vier Werke in Priethal, die Anlage in Schmiedleithen, die heute das Freilichtmuseum bildet, vier in Furth, und die Mühle in Rinnerberg.
Von der alten Steyrtalstraße ist die „Römerbrücke“ von 1787 in Priethal erhalten.

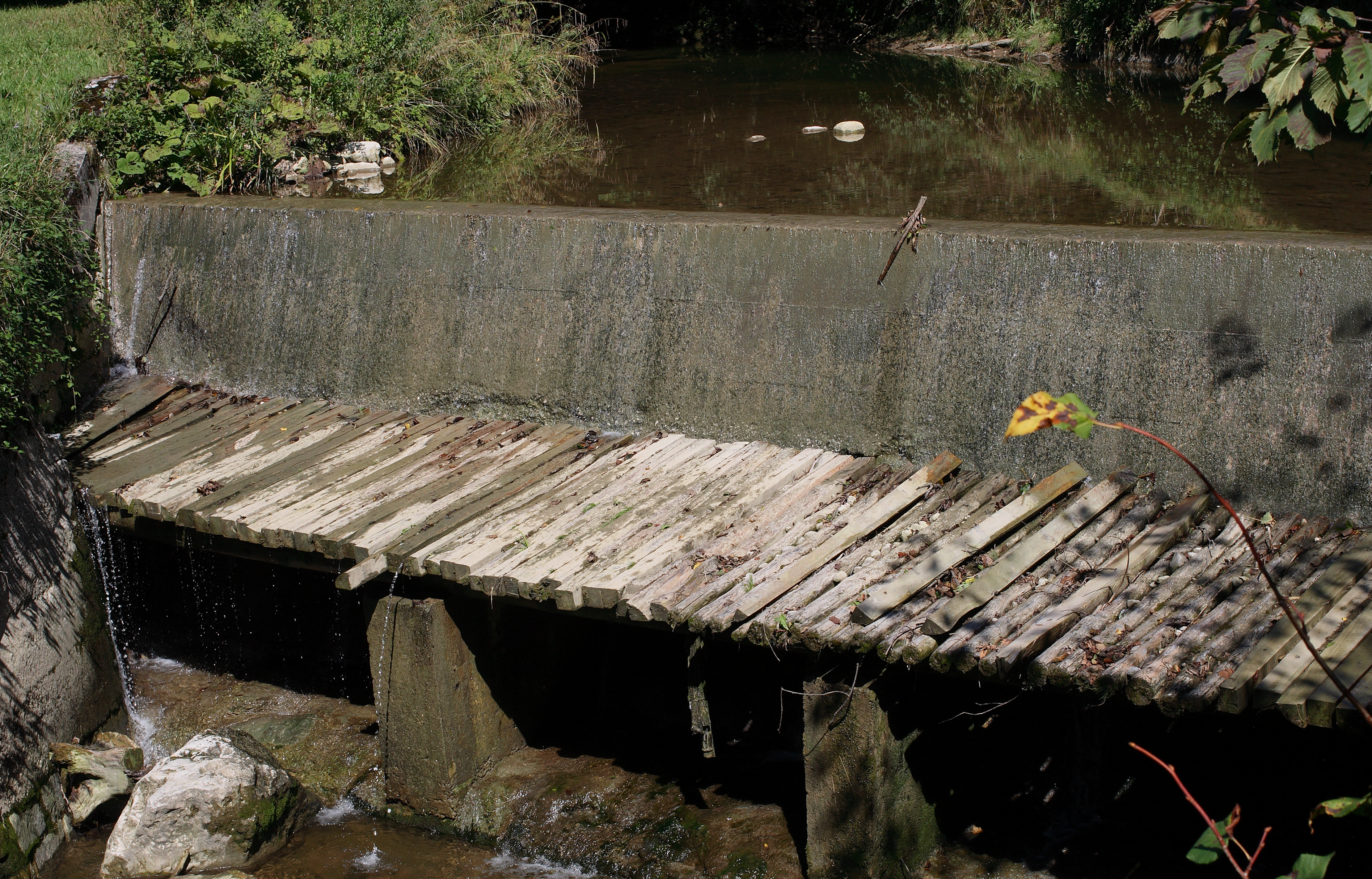
Alte Wehranlage beim Freilichtmuseum Schmiedleithen
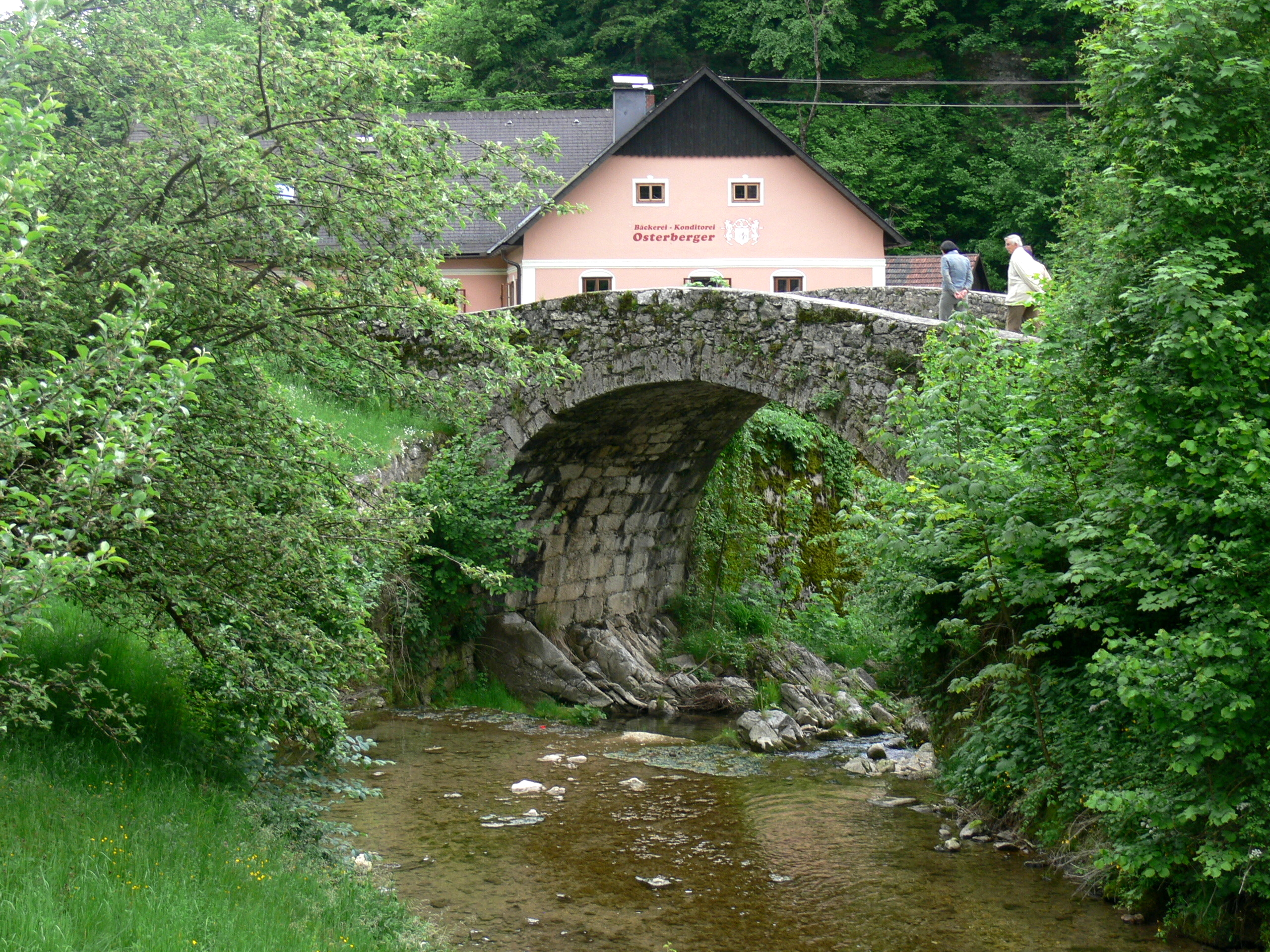
Unterlauf bei der Römerbrücke